# 張鍈緒
张锳绪（1877年—？），字執中，直隸天津府天津縣人，中國建築師、建築學家。

## 生平
1893年夏，他入北洋水師學堂，肄業英文普通學及製造學。1899年他留學日本，在日華學堂肄業日文及高等普通學。1899年至1902年在東京帝國大學工科機械專業畢業，獲得優等選科文憑。
1902年回國後，他於1902年冬任平江金礦局總工程師。1904年夏任保定師範學堂監督、總齋長兼教習，北京藝徒學堂監督。1905年7月14日殿試，授進士。1905年參加京師大學堂規劃。他任農工商部主事，曾經在北京、天津等地監理工程，並且曾任教於農工商部中、初兩等工業學堂，還曾任直隸師範學堂監督、考試東西洋留學生襄校官、學部二等諮議官、北京工業學堂教務長、南洋勸業會審查官、度量衡製造所所長。1910年春起，他在農工商部高等實業學堂教授建築學，同年參與北京資政院工程，著《建築新法》。
中華民國成立後，他曾任工商部工務司技正。1914年9月至1917年1月，他被農商總長周自齊推薦任農商部僉事、工商訪問處處長、商品陳列所所長。

## 著作
- 張鍈緒，建築新法，上海：商務印書館，1910年